# Requins de l'Atlantique FC
Requins de l'Atlantique FC is een Beninese voetbalclub uit de stad Cotonou. De club speelt thuiswedstrijden in het René Pleven d'Akpakpa-stadion.

## Erelijst
Landskampioen
in 1985, 1987, 1990
Beker van Benin
Winnaar in 1978, 1981, 1983, 1988, 1989
Finalist in 1996, 2004

## Bekende spelers
- Stéphane Sessègnon